# Meghan Musnicki
Meghan Musnicki (Canandaigua 5 februari 1983) is een Amerikaans roeister.
Musnicki begon in 2010 met haar serie van vijf opeenvolgende wereldtitels in de acht deze serie eindigde na haar wereldtitel in 2015. Musnicki won met de Amerikaanse acht de olympische gouden medaille in 2012. Vier jaar later waren van de olympische acht van Londen alleen Musnicki en Elle Logan nog over, met bijna volledige nieuwe bemanning prolongeerde Musnicki haar olympische titel in Rio de Janeiro.

## Resultaten

### Olympische Zomerspelen
| Jaar | Plaats         | Resultaten |
| ---- | -------------- | ---------- |
| 2012 | Londen         | in de acht |
| 2016 | Rio de Janeiro | in de acht |

### Wereldkampioenschappen roeien
| Jaar | Plaats              | Resultaten                  |
| ---- | ------------------- | --------------------------- |
| 2010 | Cambridge           | in de acht                  |
| 2011 | Bled                | in de acht                  |
| 2013 | Chungju             | 4e twee-zonder · in de acht |
| 2014 | Amsterdam           | in de acht                  |
| 2015 | Aiguebelette-le-Lac | in de acht                  |

1976: Goretzki & Knetsch & Richter & Ahrenholz & Kallies & Ebert & Lehmann & Müller & Wilke ·
1980: Boesler & Neisser & Köpke & Schütz & Kühn & Richter & Sandig & Metze & Wilke ·
1984: O'Steen & Metcalf & Bower & Graves & Flanagan & Norelius & Thorsness & Keeler & Beard ·
1988: Strauch & Zeidler & Haacker & Wild & Kluge & Schröer & Balthasar & Stange & Neunast ·
1992: Barnes & Taylor & Delehanty & Crawford & McBean & Worthington & Monroe & Heddle & Thompson ·
1996: Tănase & Cochelea & Gafencu & Spîrcu & Olteanu & Lipă & Popescu & Ignat & Georgescu ·
2000: Damian & Susanu & Olteanu & Cochelea & Dumitrache & Lipă & Gafencu & Ignat & Georgescu ·
2004: Florea & Susanu & Bărăscu & Papuc & Gafencu & Lipă & Damian & Ignat & Georgescu ·
2008: Cafaro & Cummins & Davies & Francia & Goodale & Lind & Logan & Shoop & Whipple ·
2012: Cafaro & Francia & Lofgren & Ritzel, Musnicki & Logan & Lind, Davies & Whipple ·
2016: Elmore & Gobbo & Logan & Musnicki, Polk & Regan & Schmetterling & Simmonds & Snyder ·
2020: Roman & Gruchalla-Wesierski & Roper & Proske & Grainger & Mailey & Payne & Wasteneys & Kit ·
2024: Rusu & Anghel & Bodnar & Lehaci & Adam & Bereș & Vrînceanu & Radiș & Petreanu